# Derek Landy
Derek Landy (* 23. Oktober 1974 in Lusk) ist ein irischer Schriftsteller und Drehbuchautor.

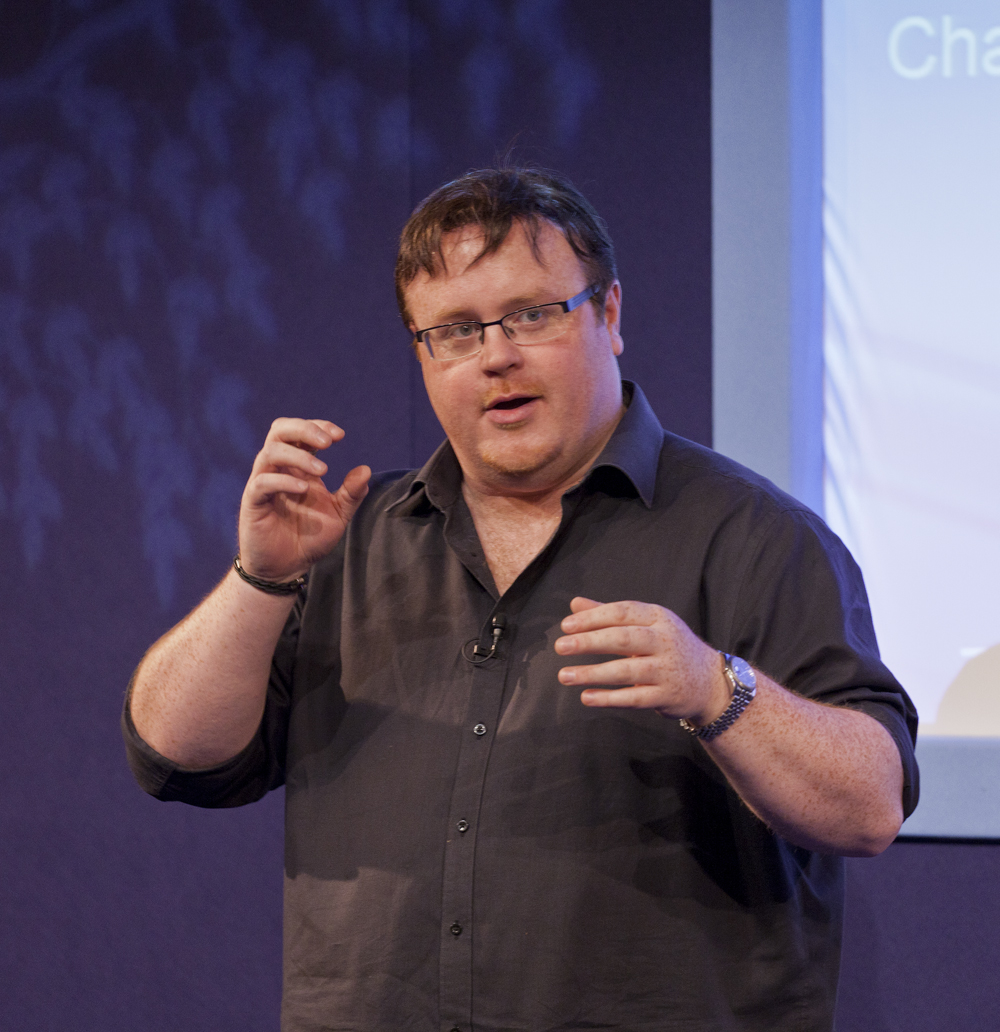
Derek Landy in Edinburgh, August 2011

## Leben und Werk
Landy verfasste die Drehbücher zu der Thrillerkomödie Dead Bodies (2003) und dem Zombiefilm Boy Eats Girl (2005).
Von 2007 bis 2019 erschienen sechzehn Bände seiner Jugendbuchreihe Skulduggery Pleasant, die alle in deutscher Übersetzung erschienen sind. 2008 wurde Landy mit dem Red House Children’s Book Award ausgezeichnet, der zweite, fünfte und achte Band gewannen jeweils den Irish Book Award in der Kategorie „Irish Children’s Book – senior“ (Jugendbuch) in den Jahren 2009, 2010 und 2013. Darüber hinaus wurde der erste Band 2010 zum irischen Buch des Jahrzehnts gewählt.
2007 verkaufte Landy die Rechte zur Verfilmung der Bücher an Warner Bros. Einem Gerücht zufolge sollte bereits 2013 eine Verfilmung von Der Gentleman mit der Feuerhand entstehen. In einem Interview erklärte Landy, dass er die Rechte zurück erhalten habe und an einem eigenen Skript arbeiten würde.

## Werke der Serie Skulduggery Pleasant
Bisher sind folgende Bände der Buchreihe Skulduggery Pleasant erschienen,
bis Band 11 alle übersetzt von Ursula Höfker:
- Band 1: Skulduggery Pleasant, HarperCollins Children’s Books 2007, ISBN 0-00-724163-1, auch als  "Scepter of the Ancients", Harper Trophy 2008, ISBN 978-0-06-173155-6
  - Der Gentleman mit der Feuerhand, Loewe 2007, ISBN 978-3-7855-5922-2
- Band 2: Playing with Fire, HarperCollins Children’s Books 2008, ISBN 978-0-00-725703-4
  - Das Groteskerium kehrt zurück, Loewe 2008, ISBN 978-3-7855-6001-3
- Band 3: The Faceless Ones, HarperCollins Children’s Books 2009, ISBN 978-0-00-730215-4
  - Die Diablerie bittet zum Sterben, Loewe 2009, ISBN 978-3-7855-6001-3
- Band 4: Dark Days, HarperCollins Children’s Books 2010, ISBN 978-0-00-732594-8
  - Sabotage im Sanktuarium, Loewe 2010, ISBN 978-3-7855-7077-7
- Band 5: Mortal Coil, HarperCollins Children’s Books 2010, ISBN 978-0-00-732598-6
  - Rebellion der Restanten, Loewe 2011, ISBN 978-3-7855-7130-9
- Band 6: Death Bringer, HarperCollins Children’s Books 2011, ISBN 978-0-00-732602-0
  - Passage der Totenbeschwörer, Loewe 2012, ISBN 978-3-7855-7131-6
- Band 7: Kingdom of the Wicked, HarperCollins Children’s Books 2012, ISBN 978-0-00-748022-7
  - Duell der Dimensionen, Loewe 2013, ISBN 978-3-7855-7452-2
- Band 8: Last Stand of Dead Men, HarperCollins Children’s Books 2013, ISBN 978-0-00-748920-6
  - Die Rückkehr der Toten Männer, Loewe 2014, ISBN 978-3-7855-8286-2
- Band 9: The Dying of the Light, HarperCollins Children’s Books 2014, ISBN 978-0-00-748925-1
  - Das Sterben des Lichts, Loewe 2015, ISBN 978-3-7855-7611-3
- Band 10: Resurrection, HarperCollins Children’s Books 2017, ISBN 978-0-00-816902-2
  - Auferstehung, Loewe 2017, ISBN 978-3-7855-8887-1
- Band 11: Midnight, HarperCollins Children’s Books 2018, ISBN 978-0-00-828456-5
  - Mitternacht, Loewe 2018, ISBN 978-3-7855-8982-3
- Band 12: Bedlam, HarperCollins Children’s Books 2019, ISBN 978-0-00-829366-6
  - Wahnsinn, Loewe 2019, Übersetzer Franca Fritz und Heinrich Koop, ISBN 978-3-7855-8983-0
- Band 13: Seasons of War, HarperCollins Children’s Books 2020, ISBN 978-0-00-838617-7
  - Untotenland, Loewe 2020, Übersetzer Franca Fritz und Heinrich Koop, ISBN 978-3-7432-0833-9
- Band 14: Dead or Alive, HarperCollins Children’s Books 2021, ISBN 978-0-00-838629-0
  - Tot oder lebendig, Loewe 2021, Übersetzer Franca Fritz und Heinrich Koop, ISBN 978-3-7432-0944-2
- Band 15: Until the End, HarperCollins Children’s Books 2022, ISBN 978-0-00-838635-1
  - Bis zum Ende, Loewe 2022, Übersetzer Franca Fritz und Heinrich Koop, ISBN 978-3-7432-0945-9
- Band 16: A Mind Full of Murder, HarperCollins Children’s Books 2024, ISBN 978-0-00-858582-2
  - Nur Mord im Kopf, Loewe 2024, Übersetzer Franca Fritz und Heinrich Koop, ISBN 978-3-7320-2287-8

Darüber hinaus erschienen 2012 zum Welttag des Buches die Bonusgeschichte The End of the World sowie einige Zusatzbände, welche ebenfalls in der Welt von Skulduggery Pleasant spielen:
- Band 7,5: The Maleficent Seven, HarperCollins Children’s Books 2013, ISBN 978-0-00-750092-5
  - Tanith Low – Die ruchlosen Sieben, Loewe 2015, Übersetzerin Ursula Höfker, ISBN 978-3-7855-8286-2
- Armageddon Outta Here – The World of Skulduggery Pleasant, HarperCollins Children’s Books 2014, ISBN 978-0-00-755955-8
  - Skulduggery Pleasant – Apokalypse, Wow!, Loewe 2018, Übersetzerin Ursula Höfker, ISBN 978-3-7855-8991-5
- The Skulduggery Pleasant Grimoire, HarperCollins Children’s Books 2021, ISBN 978-0-00-847241-2
- Armageddon Outta Here – The World of Skulduggery Pleasant, HarperCollins Children’s Books 2022, ISBN 978-0-00-855427-9 (erweiterte Version)
- Band 15,5: Hell Breaks Loose, HarperCollins Children’s Books 2023, ISBN 978-0-00-858573-0
  - Die Hölle bricht los, Loewe 2024, Übersetzer Franca Fritz und Heinrich Koop, ISBN 978-3-7432-1773-7
- Bad Magic, HarperCollins Children’s Books 2023, ISBN 978-0-00-858578-5
  - Bad Magic, Loewe 2024, Übersetzer Franca Fritz und Heinrich Koop, ISBN 978-3-7432-1831-4

## Werke der Serie Demon Road
2015 startete Landy eine weitere Jugendbuchserie, welche als Trilogie angekündigt wurde. Alle übersetzt von Ursula Höfker.
- Band 1: Demon Road, HarperCollins Children’s Books 2015, ISBN 978-0-00-816050-0
  - Hölle und Highway, Loewe 2016, ISBN 978-3-7855-8508-5
- Band 2: Desolation, HarperCollins Children’s Books 2016, ISBN 978-0-00-815697-8
  - Höllennacht in Desolation Hill, Loewe 2017, ISBN 978-3-7855-8509-2
- Band 3: American Monsters, HarperCollins Children’s Books 2016, ISBN 978-0-00-815710-4
  - Finale Infernale, Loewe 2018, ISBN 978-3-7855-8510-8